# 162978 Helenhart
162978 Helenhart è un asteroide della fascia principale. Scoperto nel 2001, presenta un'orbita caratterizzata da un semiasse maggiore pari a 3,2380384 au e da un'eccentricità di 0,0863293, inclinata di 2,87885° rispetto all'eclittica.